# デビスカップオーストラリア代表
デビスカップオーストラリア代表 (Australian Davis Cup team) はオーストラリアテニス協会 (Tennis Australia) によって編成される、オーストラリアの男子テニス国別対抗戦デビスカップのナショナルチームである。1905年にオーストラリアとニュージーランドの混成チームオーストララシアとして初参戦したのち、1923年にオーストラリアとして初出場。この記事ではオーストララシア時代についても記述する。
近年では2003年以来優勝していないものの、アメリカに次ぐ28度の優勝を遂げている男子テニスの強豪国のひとつである。

## 成績

### 優勝:28度
1907年, 1908年, 1909年, 1911年, 1914年, 1919年, 1939年, 1950年, 1951年, 1952年, 1953年, 1955年, 1956年, 1957年, 1959年, 1960年, 1961年, 1962年, 1964年, 1965年, 1966年, 1967年, 1973年, 1977年, 1983年, 1986年, 1999年, 2003年

### 準優勝:19度
1912年, 1920年, 1922年, 1923年, 1924年, 1936年, 1938年, 1946年, 1947年, 1948年, 1949年, 1954年, 1958年, 1963年, 1968年, 1990年, 1993年, 2000年, 2001年

## 最近の代表選手
デビスカップ2022予選の代表選手
- アレックス・デミノー
- タナシ・コッキナキス
- マシュー・エブデン
- マックス・パーセル

この1年で招集された選手一覧
- ジョン・ピアーズ
- アレクセイ・ポピリン
- ジェイソン・クブラー
- ルーク・サビーユ

## 主な歴代選手
| 選手                       | 勝利数 | シングルス 勝利数 | デビュー |
| -------------------------- | ------ | ----------------- | -------- |
| レイトン・ヒューイット     | 58     | 42                | 1999     |
| エイドリアン・クイスト     | 43     | 24                | 1933     |
| ジョン・ブロムウィッチ     | 39     | 19                | 1937     |
| ジャック・クロフォード     | 36     | 23                | 1928     |
| ロイ・エマーソン           | 34     | 21                | 1959     |
| ジェラルド・パターソン     | 32     | 21                | 1919     |
| パット・キャッシュ         | 31     | 23                | 1983     |
| トッド・ウッドブリッジ     | 30     | 5                 | 1991     |
| ジェームズ・アンダーソン   | 28     | 20                | 1919     |
| ノーマン・ブルックス       | 28     | 18                | 1905     |
| ジョン・アレクサンダー     | 27     | 17                | 1968     |
| ジョン・ニューカム         | 25     | 16                | 1963     |
| フランク・セッジマン       | 25     | 16                | 1949     |
| アンソニー・ワイルディング | 21     | 15                | 1905     |
| マーク・ウッドフォード     | 21     | 4                 | 1988     |
| パトリック・ラフター       | 21     | 18                | 1994     |
| ロッド・レーバー           | 20     | 16                | 1959     |
| ケン・ローズウォール       | 19     | 17                | 1953     |
| ジョン・フィッツジェラルド | 19     | 11                | 1982     |
| マーク・エドモンドソン     | 19     | 12                | 1980     |
| パット・オハラウッド       | 17     | 11                | 1922     |
| ルー・ホード               | 17     | 9                 | 1953     |
| マルコム・アンダーソン     | 13     | 11                | 1957     |
| マーク・フィリプーシス     | 13     | 13                | 1995     |
| フレッド・ストール         | 13     | 10                | 1964     |
| アシュレー・クーパー       | 2      | 2                 | 1957     |

- ニュージーランドの国旗を表示している選手はオーストララシア時代のニュージーランド出身の代表選手

## 年度別成績
略語の説明
| W | F | SF | QF | #R | RR | Q# | LQ | A | Z# | PO | G | S | B | NMS | P | NH |

W=優勝, F=準優勝, SF=ベスト4, QF=ベスト8, #R=#回戦敗退, RR=ラウンドロビン敗退, Q#=予選#回戦敗退, LQ=予選敗退, A=大会不参加, Z#=デビスカップ/BJKカップ地域ゾーン, PO=デビスカップ/BJKカッププレーオフ, G=オリンピック金メダル, S=オリンピック銀メダル, B=オリンピック銅メダル, NMS=マスターズシリーズから降格, P=開催延期, NH=開催なし.
| 2005 | 2006 | 2007 | 2008 | 2009 | 2010    | 2011 | 2012 | 2013 | 2014 |
| ---- | ---- | ---- | ---- | ---- | ------- | ---- | ---- | ---- | ---- |
| SF   | 1R   | G1   | G1   | G1   | G1      | G1   | G1   | G1   | 1R   |
| 2015 | 2016 | 2017 | 2018 | 2019 | 2020-21 | 2022 |      |      |      |
| SF   | 1R   | SF   | 1R   | QF   | RR      |      |      |      |      |